# Cophyla occultans
Cophyla occultans är en groddjursart som först beskrevs av Frank Glaw och Miguel Vences 1992.  Cophyla occultans ingår i släktet Cophyla och familjen Microhylidae. IUCN kategoriserar arten globalt som otillräckligt studerad. Inga underarter finns listade i Catalogue of Life.